# Noriyuki Iwadare

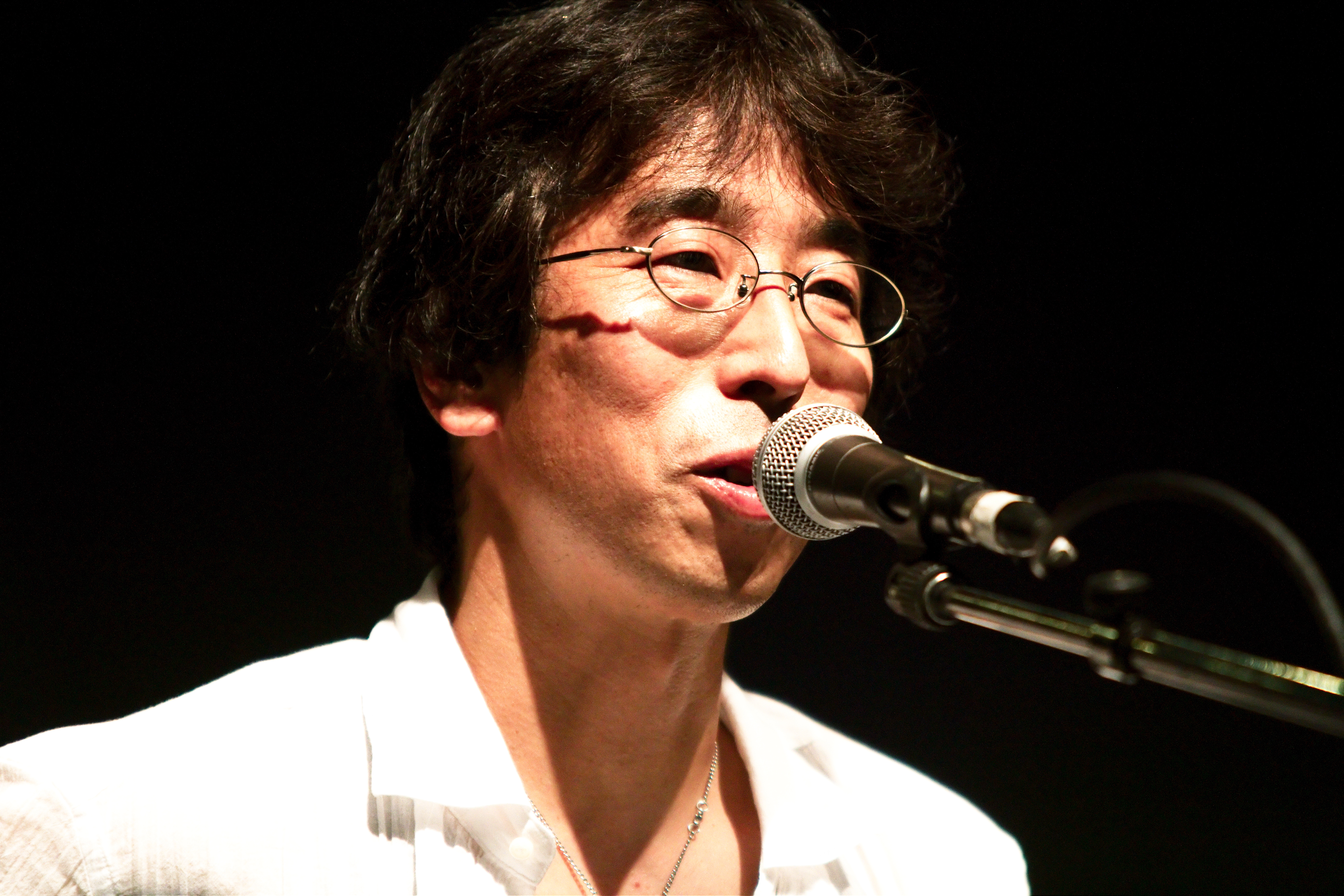
Noriyuki Iwadare auf der Japan Expo 2010

Noriyuki Iwadare (jap. 岩垂 徳行, Iwadare Noriyuki; * 28. April 1964 in Matsumoto, Präfektur Nagano, Japan) ist ein japanischer Komponist für Videospielmusik.

## Biografie
Noriyuki Iwadare wurde in Matsumoto geboren und begann seine Karriere als Videospiel-Komponist, nachdem er einige Jahre für Bands an Universitäten tätig war. Den Best Game Music Award bekam er zweimal in der Kategorie zu Sega Mega Drive, für die Musik zum Spiel Lunar: The Silver Star im Jahr 1991 sowie für die Musik zu Grandia im Jahr 1997. In der Dreamcast-Kategorie gewann er den Preis im Jahr 2000 für Grandia II.
Er komponierte erst die Musik für das Tokyo Disney Resort, außerdem für japanische Tanz-, Fernseh- und Radio-Programme. Schon immer wollte er ein Orchesterarrangement für seine Werke, sodass er einige Male mit dem Gyakuten Meets Orchestra zusammenarbeitete (zum Beispiel für die Ace-Attorney Serie).
Außerdem war er Spezialgast bei der elften französischen Japan Expo, welche im Juli 2010 in Paris veranstaltet wurde.

## Diskografie
1. Space Invaders: Fukkatsu no Hi (1990)
2. After Burner II (1990)
3. Devil's Crush (1990)
4. Space Invaders '91 (1990)
5. Gambler Jiko Chuushinha (1990)
6. Wings of Wor (Gynoug in JP & PAL Regions) (1991)
7. Ys III: Wanderers from Ys mit Yoshiaki Kubodera (1991)
8. Warsong mit Hiroshi Fujioka und Isao Mizoguchi (1991)
9. Blue Almanac mit Masaru Suzuki, Yoshiaki Kubodera, Hiroshi Fujioka und Isao Mizoguchi (1991)
10. Head Buster mit Akie Daiba (1991)
11. Steel Empire mit Isao Mizoguchi und Yoshiaki Kubodera (1992)
12. Gley Lancer mit Masanori Hikichi, Yoshiaki Kubodera und Isao Mizoguchi (1992)
13. Lunar: The Silver Star mit Isao Mizoguchi, Hiroshi Fujioka und Yoshiaki Kubodera (1992)
14. Rise of the Dragon (1992)
15. Kishi Densetsu mit Isao Mizoguchi (1993)
16. Maten no Sōmetsu mit Isao Mizoguchi (1993)
17. SimEarth (Sega CD) (1993)
18. Sotsugyou: Graduation (1993)
19. Langrisser: Hikari no Matsuei mit Masanori Hikichi, Hiroshi Fujioka, Isao Mizoguchi, Miyoko Takaoka und Naoyuki Itō (1993)
20. Alien vs Predator: The Last of His Clan (1993)
21. Langrisser II mit Isao Mizoguchi (1994)
22. A/X-101 (1994)
23. Wing Commander mit Isao Mizoguchi, Kenichi Okuma und Masaki Tanimoto (1994)
24. Lunar: Eternal Blue (1994)
25. Sotsugyou II: Neo Generation mit Masaki Tanimoto, Kenichi Okuma und Isao Mizoguchi (1994)
26. Mighty Morphin Power Rangers - The Movie (1994)
27. Mercurius Pretty (1994)
28. Wrestle Angels (1994)
29. Lunar: Walking School (1995)
30. Der Langrisser (1995)
31. Monstania (1996)
32. Tanjō S: Debut (1996)
33. Lunar: Silver Star Story (1996)
34. Dōkyūsei if (1996)
35. True Love Story mit Kenichi Okuma, Masaki Tanimoto, Ataru Sumiyoshi (1996)
36. Langrisser IV (1997)
37. Mahō Gakuen Lunar! (1997)
38. Grandia (1997)
39. Langrisser V: The End of Legend (1998)
40. Lunar 2: Eternal Blue (1998)
41. True Love Story 2 (1999)
42. Yūkyū no Eden (1999)
43. Growlanser (1999)
44. Grandia II (2000)
45. Mercurius Pretty: End of the Century (2000)
46. True Love Story 3 (2001)
47. Grandia Xtreme (2002)
48. Wind: A Breath of Heart mit Masaki Tanimoto (2002)
49. True Love Story: Summer Days, and Yet… (2003)
50. Mega Man X7 mit Yuko Komiyama, Shinya Okada, Seiko Kobuchi, Naoto Tanaka, Makoto Asai, Teruo Konishi, Shuichi Mizuhata und Takuya Miyawaki (2003)
51. Gyakuten Saiban 3 (2004)
52. Radiata Stories (2005)
53. Grandia III (2006)
54. KimiKiss (2006)
55. Project Wiki (2006)
56. Kanji no Wataridori (2006)
57. Elvandia Story mit Norihiko Hibino (2007)
58. True Fortune (2008)
59. Super Smash Bros. Brawl (2008)
60. Amagami (2009)
61. Ace Attorney Investigations: Miles Edgeworth mit Yasuko Yamada (2009)
62. Lunar: Harmony of the Silver Star (2009)
63. Grandia Online (2010)
64. Gyakuten Kenji 2 (2011)
65. Otomedius Excellent (2011)
66. Kid Icarus: Uprising mit Motoi Sakuraba, Yuzo Koshiro, Masafumi Takada und Yasunori Mitsuda (2012)
67. Phoenix Wright: Ace Attorney – Dual Destinies (2013)
68. Langrisser Re:Incarnation Tensei (2015)
69. Zombie Tokyo mit Michiko Naruke (2015)
70. Phoenix Wright: Ace Attorney - Spirit of Justice (2016)
71. Langrisser Schwarz (TBA)